# Rancho de los Sosas
Rancho de los Sosas är en ort i Mexiko.   Den ligger i kommunen Valle de Santiago och delstaten Guanajuato, i den centrala delen av landet, 240 km nordväst om huvudstaden Mexico City. Rancho de los Sosas ligger 1 718 meter över havet och antalet invånare är 219.
Terrängen runt Rancho de los Sosas är en högslätt. Runt Rancho de los Sosas är det ganska tätbefolkat, med 149 invånare per kvadratkilometer. Närmaste större samhälle är Salamanca, 14,6 km nordväst om Rancho de los Sosas. Trakten runt Rancho de los Sosas består till största delen av jordbruksmark.